# Aire urbaine de Castelnaudary
L'aire urbaine de Castelnaudary est une aire urbaine française centrée sur l'unité urbaine de Castelnaudary.

## Caractéristiques
En 2020, l'Insee définit un nouveau zonage d'étude : les aires d'attraction des villes. L'aire d'attraction de Castelnaudary remplace désormais son aire urbaine, avec un périmètre différent.
D'après la définition qu'en donne l'INSEE, l'aire urbaine de Castelnaudary est composée dans la délimitation de 2010 de 16 communes, situées dans l'Aude. Dans la délimitation de 1999, elle était composée de 20 communes : celles d'Airoux, Puginier et Tréville sont devenues des communes multipolarisées et Molleville a été rattachée ) l'aire urbaine de Toulouse.
2 communes de l'aire urbaine appartiennent à son pôle urbain, l'unité urbaine de Castelnaudary.

### Communes
Liste des communes appartenant à l'aire urbaine de Castelnaudary selon la nouvelle délimitation de 2010 et sa population municipale (liste établie par ordre alphabétique) :
| Nom                   | Code Insee | Statut | Superficie (km2) | Population (dernière pop. légale) | Densité (hab./km2) |
| --------------------- | ---------- | ------ | ---------------- | --------------------------------- | ------------------ |
| Castelnaudary         | 11076      |        | 47,72            | 12 212 (2022)                     | 256                |
| Fendeille             | 11138      |        | 7,17             | 613 (2022)                        | 85                 |
| Issel                 | 11175      |        | 17,66            | 484 (2022)                        | 27                 |
| Labécède-Lauragais    | 11181      |        | 19,96            | 419 (2022)                        | 21                 |
| Lasbordes             | 11192      |        | 14,74            | 824 (2022)                        | 56                 |
| Laurabuc              | 11195      |        | 8,04             | 411 (2022)                        | 51                 |
| Mas-Saintes-Puelles   | 11225      |        | 27,63            | 937 (2022)                        | 34                 |
| Mireval-Lauragais     | 11234      |        | 10,32            | 193 (2022)                        | 19                 |
| Pexiora               | 11281      |        | 13,16            | 1 264 (2022)                      | 96                 |
| Peyrens               | 11284      |        | 4,77             | 459 (2022)                        | 96                 |
| Ricaud                | 11313      |        | 5,92             | 328 (2022)                        | 55                 |
| Saint-Martin-Lalande  | 11356      |        | 12,65            | 1 109 (2022)                      | 88                 |
| Saint-Papoul          | 11361      |        | 26,48            | 832 (2022)                        | 31                 |
| Souilhanels           | 11382      |        | 2,72             | 356 (2022)                        | 131                |
| Souilhe               | 11383      |        | 4,2              | 342 (2022)                        | 81                 |
| Villeneuve-la-Comptal | 11430      |        | 15,1             | 1 424 (2022)                      | 94                 |

## Évolution démographique
L'évolution démographique ci-dessous concerne l'unité urbaine selon le périmètre défini en 2010.
| 1968   | 1975   | 1982   | 1990   | 1999   | 2010   | 2011   | 2012   | 2015   | 2016   | 2017   |
| ------ | ------ | ------ | ------ | ------ | ------ | ------ | ------ | ------ | ------ | ------ |
| 15 217 | 15 398 | 16 707 | 17 981 | 18 613 | 21 217 | 21 447 | 21 368 | 20 621 | 20 885 | 21 292 |

### Articles externes
INSEE